# 慣性系
慣性系（かんせいけい、ガリレイ系とも、英語: inertial frame of reference）は、慣性の法則（運動の第1法則）が成立する座標系である。物理学全般に関係する概念であるが、ニュートン力学および特殊相対性理論において特によく注目される。
力がはたらかないか、はたらいている力の和（合力）が 0 である物体がする運動を慣性運動といい、慣性系とは慣性運動をする物体と、それと共に運動する時計と物差しで測る時間・空間とをひとまとめにした概念である。慣性の法則により慣性運動は等速直線運動であるため、慣性系は直線座標系となる。
したがって慣性系によって物体の運動状態を記述するとき、その物体は外力を受けない限り等速直線運動を行う。
ある慣性系 S1 に対して等速直線運動する座標系 S2 から見ると物体は外力を受けない限り等速直線運動を行うので、S2 は慣性系である。また、 S1 に対して減速している車に固定した座標系 S3 においては物体は外力を受けていなくても前向きの加速運動を行い、慣性の法則が成立しないので S3 は慣性系ではない。

## 例
- 太陽系の重心に原点を取り、恒星系に対して回転しない座標系は慣性系に近いことが現在分かっている。
- 地球の地表は慣性系に対し加速度運動をしているが、その運動と自転は穏やかなので、近似的に慣性系として見なす事が出来る（これは慣性の法則の早期発見につながった）。ただし台風など巨大な規模を持つ運動や、大砲の弾丸など高速で運動する物体に対しては、この近似は成り立たない。